# Baphia massaiensis
Baphia massaiensis är en ärtväxtart som beskrevs av Paul Hermann Wilhelm Taubert. Baphia massaiensis ingår i släktet Baphia och familjen ärtväxter.

## Underarter
Arten delas in i följande underarter:
- B. m. busseana
- B. m. floribunda
- B. m. gomesii
- B. m. massaiensis
- B. m. obovata